# Примитивная идеализация
Примити́вная идеализа́ция — психический процесс, относимый к механизмам психологической защиты. Является частью процесса расщепления (рассмотрение событий или людей либо как всё плохое, либо как всё хорошее). Выражается в бессознательном представлении о ком-либо как об идеальном и всемогущем защитнике. Впервые описан психоаналитиком Шандором Ференци. Одним из «побочных эффектов» механизма является примити́вное обесце́нивание человека, если его дальнейшая идеализация невозможна.

## Описание
Согласно Ференци, примитивная идеализация у ребёнка приходит на смену всемогущему контролю. Когда ребёнок разочаровывается в идее собственного всемогущества, он обнаруживает, что его безопасность и благополучие зависят от заботящихся о нём взрослых, и начинает приписывать всемогущество им. Задавая родителям вопросы вроде «почему ветер дует?» ребёнок, зачастую, стремится не столько узнать настоящую причину, сколько удостовериться, что мир действует «правильно», то есть так, как и ожидают его родители. Воспринимая их как тех, кто определяет правила, ребёнок может искренне обижаться, что они «не хотят» пойти ему навстречу и, например, остановить дождь, чтобы он мог пойти гулять.
С возрастом подобное восприятие мира пропадает, но сам механизм в психике остаётся. Мы часто приписываем идеальные качества тем, от кого эмоционально зависим. Будь то лечащий врач в критической ситуации, любимый человек или благосклонный покровитель. Это помогает нам защититься от логичной в таких случаях тревоги за собственную безопасность. Идеализация является важным компонентом зрелой любви. В процессе индивидуации-сепарации нормальны также и обратные процессы деидеализации и, как следствие, обесценивания.
Некоторые люди, однако, склонны излишне полагаться на эту защиту, борясь с чувством беспомощности и неспособности контролировать свою жизнь. Это заставляет их постоянно искать (и находить) новых обладателей «всемогущества» и стараться психологически «слиться» с ними, чтобы обрести чувство безопасности. На практике это не только смещает локус контроля далеко за пределы человека. Проблема также в том, что объект идеализации на самом деле не идеален, и рано или поздно наступает разочарование, сопровождающееся примитивным обесцениванием. Мужчина, идеализировавший онколога своей жены, с высокой вероятностью захочет подать на него в суд, если врач не сможет победить болезнь. Этот процесс может серьёзно препятствовать ходу длительной психотерапии, так как склонные к идеализации пациенты, обнаруживая несовершенство терапевта, зачастую склонны резко прерывать терапию. Кроме того, побочным эффектом любой идеализации является довольно тяжёлое ощущение собственной неидеальности.

## Связь с психическими расстройствами и типами личности
Нарциссические личности организованы вокруг болезненного процесса компенсации собственной неидеальности. Большую часть жизни они заняты поиском идеалов и попытками доказать всем и вся (а в первую очередь себе) свою близость к этим идеалам. Примитивная идеализация является частью такой нарциссической защиты, как расщепление эго.